# Olivia Munn
Lisa Olivia Munn (Oklahoma City, 3 de julio de 1980) es una actriz, modelo, presentadora y escritora estadounidense. Empezó su carrera siendo acreditada como Lisa Munn. Desde 2006 usa el nombre de Olivia Munn tanto personal como profesionalmente.

## Primeros años
Lisa Olivia Munn nació en Oklahoma City, Oklahoma. Su madre, Kim Schmid, es de ascendencia china, y su padre, Winston Munn, tiene ascendencia inglesa, alemana e irlandesa. Su madre nació y se crio en Vietnam, y emigró a Oklahoma tras el fin de la guerra de Vietnam, en 1975. Cuando Munn tenía dos años, su madre se casó otra vez, esta vez con un hombre de la Fuerza Aérea de los Estados Unidos. Aunque su familia se mudó varias veces, Munn se crio principalmente en Tokio, Japón, a donde su padrastro fue trasladado. Durante este tiempo, apareció en varias producciones teatrales, y luego empezó a modelar dentro de la industria de moda japonesa. 
Sus padres se divorciaron y regresó a Oklahoma, donde asistió a la Putnam City North High School, donde cursó la primaria y la secundaria, y conoció al bajista de la banda Hinder Mike Rodden, al futuro senador de Oklahoma Daid Holt y al escritor Aaron Goldfarb. Asistió también a la Universidad de Oklahoma, especializándose en periodismo y estudios menores de japonés y artes dramáticas.

## Carrera

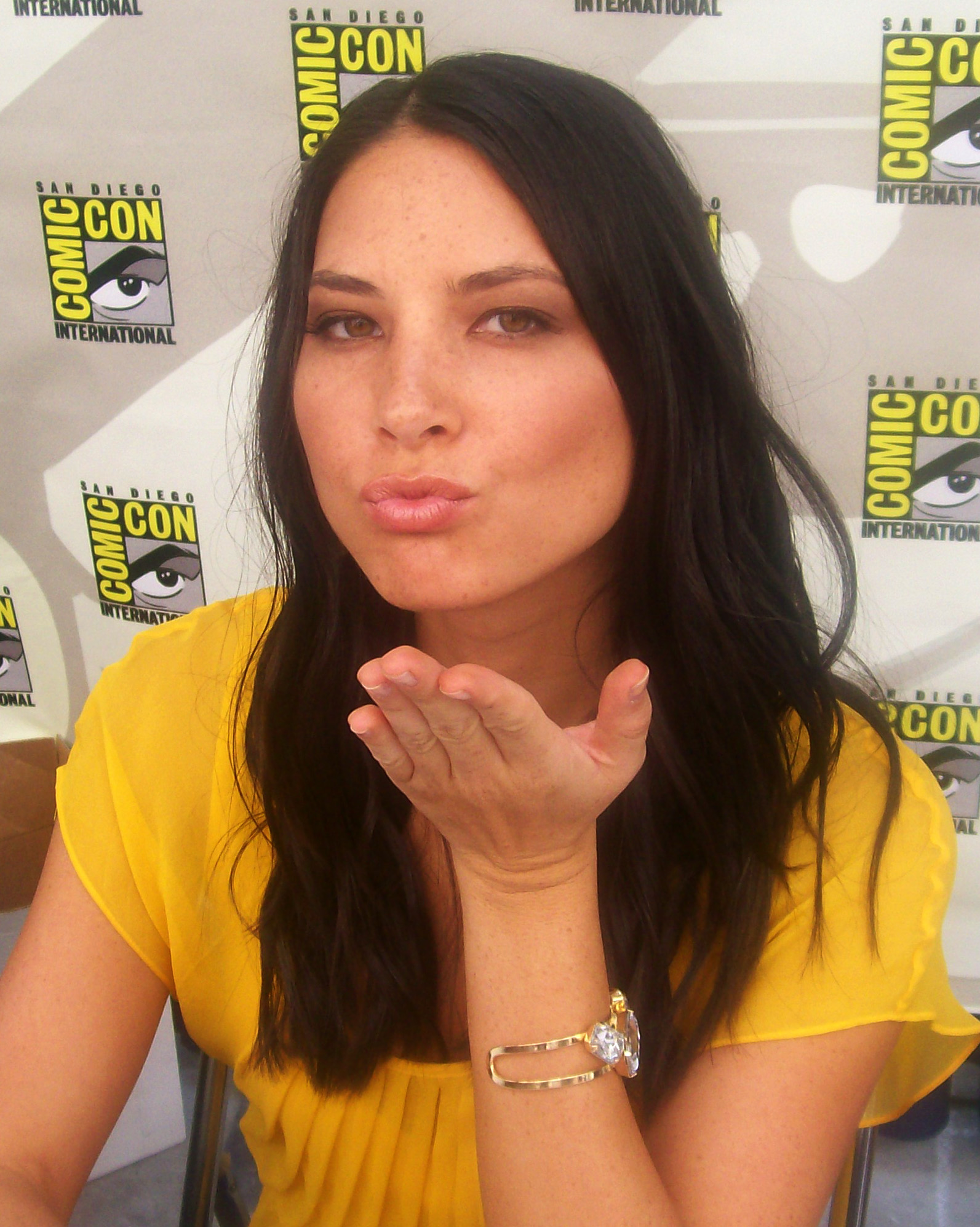
Munn firmando autógrafos por Attack of the Show! en la Comic Con 2007

Munn se mudó a Los Ángeles para empezar una carrera como actriz. En 2004, trabajó como comentarista del fútbol masculino y el baloncesto femenino. Más tarde aclaró que no fue una experiencia agradable, explicando que «estaba tratando de ser algo que no era y eso me hizo sentir incómoda en la televisión en vivo».
Poco después de mudarse a Los Ángeles, Munn fue encargada del casting en un pequeño film de terror titulado "Scaregrow Gone Wild". Apareció en el video musical de la banda de rock Zebrahead para su tema "Hello, Tomorrow", así como el interés amoroso del líder de la banda Justin Mauriello. Actualmente tiene un papel como actriz secundaria en la serie de HBO The Newsroom.

## En la prensa escrita

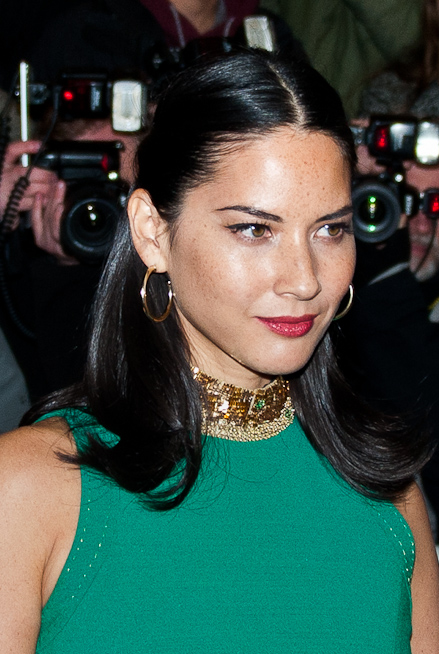
Munn en Harper's Bazaar 2013 Premios a la mujer del año

Munn ha realizado campañas de modelado para Nike, Pepsi y Playboy. Apareció en el otoño de 2006 (en septiembre) en la portada de la revista estadounidense Foam, en agosto en la revista Men's Edge, y destacó en noviembre de ese mismo año en la revista Complex, donde más tarde se convirtió en columnista. En febrero de 2007 apareció como "Babe of the Month" en Playboy completamente desnuda, algo que comenta en su libro Suck it, Wonder Woman.
Munn también se dejó ver en la edición de julio/agosto de 2007 de Men's Health. En septiembre de 2007, volvió a aparecer en la versión italiana de la revista Vanity Fair para su edición "Hot Young Hollywood". Munn apareció, de nuevo, en Men's Health en la edición de invierno/primavera de 2009. En la edición julio/agosto de 2009 como la chica de la portada de Playboy, y más tarde en la portada de enero de 2010 y febrero de 2011 en Maxim. También se la pudo ver en la portada de FHM (edición de la revista enero de 2012). Ese mismo año fue votada por los lectores de Maxim y quedó segunda en la lista Hot Girl 100.
Su libro Suck It, Wonder Woman: The Misadventures of a Hollywood Geek (ISBN 0-312-59105-5), fue lanzado el 6 de julio de 2010. Según un crítico, Olivia Munn ofrece en el libro una imagen de su vida pero sin llegar a profundizar en ella.

## Vida personal
Olivia Munn mantuvo una relación con el quarterback de los Green Bay Packers Aaron Rodgers entre 2014 a 2017. Vive en Los Ángeles (California), y en la ciudad de Nueva York.
En mayo de 2021 se hizo público que estaba saliendo con el comediante John Mulaney. En septiembre de ese año se hizo público su embarazo  Su hijo nació el 24 de noviembre de 2021. Munn y Mulaney se casaron en julio de 2024.Tuvieron su segunda hija, Méi, en septiembre de 2024 a través de un vientre de alquiler.
Munn es cinturón negro en taekwondo.
En noviembre de 2017 acusó al director de cine Brett Ratner de acosarla sexualmente en repetidas ocasiones durante un período de varios años.
En 2023 fue diagnosticada con cáncer, y se ha sometido a múltiples cirugías. Los procedimientos médicos siguen en curso en busca de recuperar su salud.

## Caridad
Olivia es embajadora de PETA, ayuda a promover la anti-crueldad hacia los animales, por ejemplo, en el negocio de las pieles en China, que ha tenido una controversia enorme debido a los métodos inhumanos para la obtención de sus pelajes y pieles. También apoya a UNICEF.

## Filmografía
| Año  | Película                       | Personaje                  | Notas           |
| ---- | ------------------------------ | -------------------------- | --------------- |
| 2004 | Scarecrow Gone Wild            | Chica #1                   | Directo a video |
| 2004 | National Lampoon's Strip Poker | Ella misma                 |                 |
| 2005 | The Road to Canyon Lake        | Chica asiática de la mafia |                 |
| 2007 | El Gran Stan                   | María                      |                 |
| 2008 | Insanitarium                   | Nancy                      |                 |
| 2009 | The Slammin' Salmon            | Samara Dubois              |                 |
| 2010 | Date Night                     | Claw Hostess               |                 |
| 2010 | Iron Man 2                     | Chess Roberts              |                 |
| 2010 | Jedi Junkies                   | Ella misma                 |                 |
| 2011 | I Don't Know How She Does It   | Momo Hanh                  |                 |
| 2012 | Magic Mike                     | Joanna                     |                 |
| 2012 | The Babymakers                 | Audrey Macklin             |                 |
| 2012 | Freeloaders                    | Madeline                   |                 |
| 2014 | Unity                          | Narradora                  | Documental      |
| 2014 | Deliver Us From Evil           | Jen Sarchie                |                 |
| 2015 | Mortdecai                      | Georgina Krampf            |                 |
| 2016 | Ride Along 2                   | Maya Cruz                  |                 |
| 2016 | Zoolander 2                    | Ella misma                 |                 |
| 2016 | Lifeline                       | Emma                       | Cortometraje    |
| 2016 | X-Men: Apocalypse              | Betsy Braddock / Psylocke  |                 |
| 2016 | Office Christmas Party         | Tracey Hughes              |                 |
| 2017 | The Lego Ninjago Movie         | Misako "Koko"              | Papel de voz    |
| 2018 | Ocean's 8                      | Ella misma                 |                 |
| 2018 | El Depredador                  | Casey Bracket              |                 |
| 2019 | Dick Move                      | Agatha                     |                 |
| 2020 | Love Wedding Repeat            | Dina                       |                 |
| 2021 | America: The Motion Picture    | Thomas Edison              | Papel de voz    |
| 2021 | Violet                         | Violet                     |                 |
| 2021 | The Gateway                    | Dhalia Jode                |                 |
| 2021 | Save Ralph                     | Un conejo                  | Papel de voz    |

| Año     | Título                                           | Personaje             | Notas                                                                         |
| ------- | ------------------------------------------------ | --------------------- | ----------------------------------------------------------------------------- |
| 2006-10 | Attack of the Show!                              | Ella misma            | Conductora                                                                    |
| 2006-07 | Beyond the Break                                 | Mily Acuna            | Secundaria, 9 episodios                                                       |
| 2008-09 | Ninja Warrior (Guerrero Ninja en Hispanoamérica) | Ella misma            | Competidora, 2 episodios                                                      |
| 2009    | GRΣΣK                                            | Lana                  | Secundaria, 4 episodios                                                       |
| 2009    | Dave Knoll Finds His Soul                        | Chica #1              | Película para televisión                                                      |
| 2009    | Slayer School                                    | Angela                |                                                                               |
| 2010    | Accidentally on Purpose                          | Nicole                | Invitada, episodio: "Face Off"                                                |
| 2010    | Chuck                                            | Greta                 | Invitada, episodio: "Chuck vs. the Anniversary"                               |
| 2010-11 | Perfect Couples                                  | Leigh                 | Principal, 11 episodios                                                       |
| 2010-11 | The Daily Show                                   | Ella misma            | Corresponsal                                                                  |
| 2011    | Robot Chicken                                    | Dra. Liz Wilson       | Papel de voz, episodio: "Kramer Vs. Showgirls"                                |
| 2012-14 | The Newsroom                                     | Sloan Sabbith         | Principal, 25 episodios                                                       |
| 2012    | Paulilu Mixtape                                  | Katie                 | Invitada, episodio: "Ghost Tits"                                              |
| 2012-13 | New Girl                                         | Angie                 | Secundaria, 3 episodios. "Bathtub", "Santa" y "Cabin"                         |
| 2013    | The High Fructose Adventures of Annoying Orange  | Fudgie                | Papel de voz, episodio: "Orange Say Knock You Out"                            |
| 2013    | David Blaine: Real or Magic                      | Ella misma            | Especial de televisión                                                        |
| 2015    | Miles from Tomorrowland                          | Phoebe Callisto       | Papel de voz; principal, 74 episodios                                         |
| 2015    | Repeat After Me                                  | Ella misma            | Invitada, temporada 1 episodio 4                                              |
| 2016    | Lip Sync Battle                                  | Ella misma            | Invitada, episodio: "Olivia Munn vs. Kevin Hart"                              |
| 2017    | Project Runway                                   | Ella misma            | Juez invitada                                                                 |
| 2018    | 23rd Critics' Choice Awards                      | Ella misma            | Conductora                                                                    |
| 2018    | America's Got Talent                             | Ella misma            | Juez invitada, temporada 13                                                   |
| 2018    | SIX                                              | Gina Cline            | Principal, 10 episodios                                                       |
| 2018    | My Houzz                                         | Ella misma            | Invitada, episodio: "My Houzz: Olivia Munn's Surprise Renovation for Her Mom" |
| 2019    | The Rook                                         | Monica Reed           | Principal                                                                     |
| 2020    | RuPaul's Drag Race                               | Ella misma            | Juez invitada                                                                 |
| 2022    | Tales of the Walking Dead                        | Evie                  | 1 episodio                                                                    |
| 2025    | Your Friends & Neighbors                         | Samantha 'Sam' Levitt | Principal                                                                     |

## Obras
Es coautora de Olivia, Munn; Montandon, Mac (2010). Suck It, Wonder Woman!: The Misadventures of a Hollywood Geek. New York: St. Martin's Press.

## Apariciones en revistas

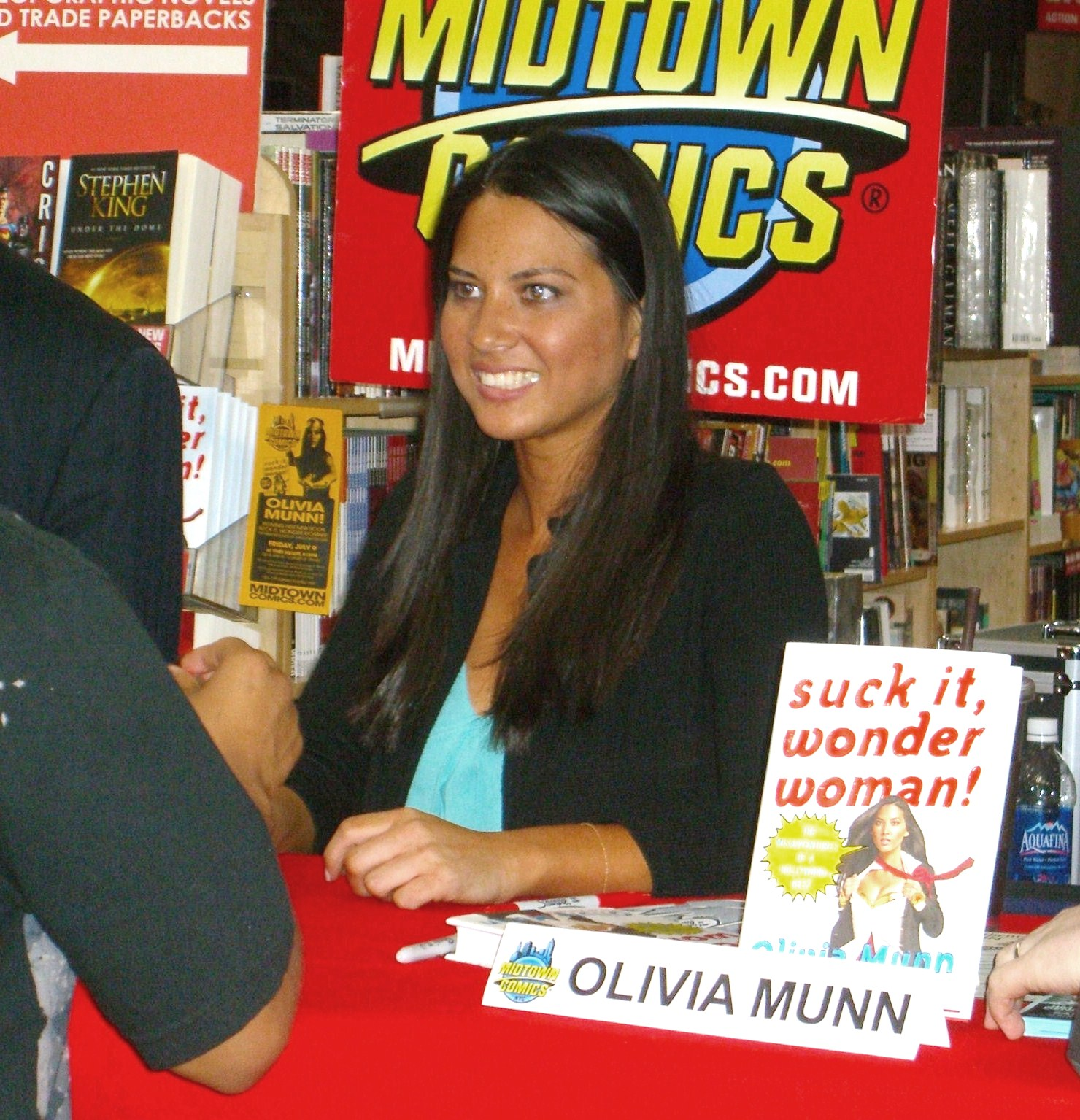
Munn firmando su libro Suck It, Wonder Woman en Midtown Comics en Manhattan.

| Año  | Revista         | Edición              |
| ---- | --------------- | -------------------- |
| 2011 | MAXIM           | Portada de febrero   |
| 2010 | MAXIM           | Portada de enero     |
| 2011 | Men's Health    | Portada de noviembre |
| 2011 | Allure Magazine | Portada de marzo     |
| 2006 | EDGE            | Portada de agosto    |